# Konrad Gałka
Konrad Piotr Michał Gałka (Cracovia, Polonia, 3 de febrero de 1974) es un nadador retirado especializado en pruebas de estilo mariposa. Fue subcampeón europeo en 200 metros mariposa durante el Campeonato Europeo de Natación de 1995.
Representó a Polonia en los Juegos Olímpicos de Barcelona 1992 y Atlanta 1996.

## Palmarés internacional
| Campeonato Europeo de Natación | Campeonato Europeo de Natación | Campeonato Europeo de Natación | Campeonato Europeo de Natación |
| Año                            | Lugar                          | Medalla                        | Prueba                         |
| ------------------------------ | ------------------------------ | ------------------------------ | ------------------------------ |
| 1995                           | Viena ( Austria)               | Medalla de plata               | 200 m mariposa                 |